# Przędzalnia Braci Muehle
Przędzalnia Braci Muehle – zespół budynków przemysłowo-fabrycznych z 1890 roku, znajdujący się przy ul. Żeligowskiego 3/5 w dzielnicy Polesie w Łodzi. Wielokrotnie przebudowywany.

## Historia
Pierwszym właścicielem obiektu był Izaak Szatan, który stworzył w tym miejscu przędzalnię wigoni. Około 1904 roku nieruchomość została przejęta przez rodzinę Muehle, która przez 15 lat prowadziła przędzalnię wełny zgrzebnej. Kolejnymi właścicielami byli Rabinowicz oraz Bachrach, a następnie Adam Ickowicz.
Kompleks został wpisany do Gminnej Ewidencji Zabytków Miasta Łodzi, czyli „spisu obiektów i ich zespołów, stanowiących świadectwa minionych epok, których zachowanie leży w interesie społecznym ze względu na posiadaną przez nie wartość historyczną, artystyczną lub naukową”.
W latach 2009–2011 obecny właściciel kompleksu – Fenix Capital, przeprowadził gruntowną modernizację oraz rewitalizację obiektu, który stał się kompleksem biurowo-konferencyjnym. Jednym z założeń prac rewitalizacyjnych było wpisanie nowego wyglądu budynków w charakter Łodzi – miasta industrialnego, w którym ścierały się wpływy czterech kultur: polskiej, niemieckiej, rosyjskiej oraz żydowskiej.
Renowacja Przędzalni Braci Muehle była kolejną z adaptacji budynków pofabrycznych w Łodzi. Przykłady innych, znaczących rewitalizacji dawnych obiektów przemysłowych w mieście:
- Fabryka Izraela Poznańskiego – obecnie: centrum „Manufaktura” (realizacja: Apsys),
- Fabryka Karola Scheiblera – obecnie: budynki mieszkalne tzw. lofty (realizacja: Opal Property Developments),
- Biała Fabryka Ludwika Geyera – obecnie: Centralne Muzeum Włókiennictwa[5],
- Gmach Towarzystwa Kredytowego Miejskiego – obecnie: centrum kulturalno-oświatowe „Pomorska 21. Dom Towarzystwa Kredytowego” (realizacja: Fenix Capital).